# Бонбок
Бонбок (фр. Bonnebosq) насеље је и општина у северној Француској у региону Доња Нормандија, у департману Калвадос која припада префектури Лисје.
По подацима из 2011. године у општини је живело 712 становника, а густина насељености је износила 58,5 становника/km². Општина се простире на површини од 12,17 km². Налази се на средњој надморској висини од 150 метара (максималној 159 m, а минималној 51 m).

## Демографија
| 1962. | 1968. | 1975. | 1982. | 1990. | 1999. | 2011. |
| ----- | ----- | ----- | ----- | ----- | ----- | ----- |
| 614   | 636   | 594   | 650   | 599   | 654   | 712   |

График промене броја становника у току последњих година